# Virgínia Rau
Virgínia de Bivar Robertes Rau (Anjos, Lisboa, 4/9 de desembre de 1907 — Lisboa, 2 de novembre de 1973) va ser una arqueòloga i historiadora portuguesa.

## Biografia
Era filla de Luís Rau, d'ascendència alemanya, i de Matilde de Bivar de Paula Robertes d'ascendència espanyola. Va acabar els seus estudis a l'escola mitjana el 1927, i es va matricular a la Facultat de Lletres Arxivat 2013-04-26 a Wayback Machine. de la Universitat de Lisboa, però a partir de 1928 se'n va anar a viure a l'estranger. El 1939, a causa de l'inici de la Segona Guerra Mundial, va tornar a Lisboa, on va reprendre els estudis de Ciències Històriques i Filosòfiques, de la Facultat de Lletres. Va ser membre de l'Acadèmia Portuguesa d'Història.
El 1943, va concloure la seva llicenciatura i el 1947, va aconseguir el grau de doctora en Ciències Històriques. El 1951, va aprovar el concurs de proves públiques per a professorat extraordinari de la seva Facultat, i a l'any següent va arribar a catedràtica. Va fundar i dirigir el Centre d'Estudis Històrics (Institut d'Alta Cultura), annex a la Facultat de Lletres de la Universitat de Lisboa (actual Centre d'Història de la Universitat de Lisboa), entre 1958 i 1973, i va ser directora de la Facultat entre 1964 i 1969.
Va publicar diverses obres d'Història Medieval i Moderna a Portugal, on destaquen les obres "Feiras medievais portuguesas: subsídios para o seu estudo", tesi que va defensar per a la llicenciatura; "Sesmarias Medievais Portugueses", tesis de doctorat, "A Exploração e Comércio do Sal de Setúbal"; tesi del seu concurs per a professorat; i, "A Casa dos Contos".

## Algunes publicacions
- 1985. Estudos de história medieval. Lisboa, Ed. Presença.

- 1984. “Fortunas ultramarinas e a nobreza portuguesa no século XVII,” a Estudos sobre história económica e social do antigo regime. Ed. Virgínia Rau i Editorial Presença, 29–33.

- 1969. Livro De Cartas. Ed. Instituto Alta Cultura. 273 p.

- 1969. Inventario post mortem del Rei D. Pedro II. Amb Eduardo Borges Nunes. Instituto de Alta Cultura. Centro de Estudos Históricos. Universidad de Lisboa. Folio. 167 p.

- 1968. Estudos de Historia: Virginia Rau. Ed. Verbo.

- 1965. Feitores e feitorias, "instrumentos" do comércio internacional português no século XVI. Comunicació presentada en francès al Congresso Internacional de História Económica a Múnic del 25 al 27 d'agost de 1965. Edició reimpresa d'Edições Brotéria, 66 p.

- 1962. O açucar da madeira nos fins do século XV. Amb Jorge de Macedo. Edició de la Junta Geral do Distrito Autónomo do Funchal. 112 p. dades i imatge de la publicació.

- 1960. "Large Scale Agricultural Enterprise in Post-Medieval Portugal," contribució en la First International Conference of Economic History (Estocolm) (París: Mouton) p. 430.

- 1951. A explotado e o comercio do sal di Setubal. Estudo de Historia Económica. Lisboa.

- 1946. Uma tentativa de colonização da Serra Leôa no século XVII. Amb Bartolomeu André. Editor Virgínia Rau i C. Bermejo, impressor, 631 p.

- 1946. Sesmarias medievais portuguesas. Editor Univ. de Lisboa. 214 p.

- 1945. Da originalidade do paleolitico inferior no litoral português. 10 p.

- 1943. Subśidios para o estudo das feiras medievais portuguesas. Editor Bertrand, 180 p.

- 1943. A British hermitage at Mouriscas? Annual Report & Review, Lisbon Branch, Historical Association, 7, s.l. p. 480-483

- 1943. An English charter-party in the Torre do Tombo (Portuguese Archives), 1566-1567. Annual Report & Review, Lisbon Branch, Historical Association, 7, s.l. p. 442-452

- 1941. Dona Catarina de Bragança, rainha de Inglaterra. Sep. de O Instituto 98. Coimbra Editora

## Honors
El 2 de juliol de 1969 se li va concedir el grau de Gran Oficial de l'Orde de la instrucció Pública.

### Eponímia
- Carrer Professora Virgínia Rau, Freguesia de Lumiar, Concelho de Lisboa, Districte de Lisboa. GPS: 38.762093, -9.165315[5]

- Plazoleta Professora Virgínia Rau, Freguesia de São Sebastião, Concelho de Setúbal, Districte de Setúbal. GPS: 38.530701, -8.867513[6]